# Orde van de Gelukbrengende Phoenix
De Orde van de Gelukbrengende Phoenix (Koreaans: "Bongjang") was een in 1900 door de Koreaanse keizer Yunghui ingestelde damesorde. De orde had acht graden en was in organisatie en vormgeving door de Keizerlijke Japanse damesorde, de Orde van de Kostbare Kroon beïnvloed. De zevende en achtste graad komen met de gouden en zilveren medailles van het Europees decoratiestelsel overeen.
Het lint is roze met twee witte strepen. Het kleinood is een niet-geëmailleerde gouden phoenix.